# Birchanger
Birchanger – wieś i civil parish w Anglii, w hrabstwie Essex, w dystrykcie Uttlesford. Leży 26 km na północny zachód od miasta Chelmsford i 48 km na północny wschód od Londynu. W 2011 roku civil parish liczyła 1589 mieszkańców. Birchanger jest wspomniana w Domesday Book (1086) jako Becangra/Bilichangra/Blichangra.